# Исламо-левые
Исламо-левые (также левые исламисты, исламо-гошисты) — результат сближения или синтеза происламских или исламистких идеологий и движений с левыми и, в частности, новыми левыми.

## История сближения

### Зарождение исламского социализма
Социалистические идеи с конца XIX века начали проникать на Восток, где при обработке местными мыслителями-реформаторами подвергались влиянию ислама. Одним из ранних идеологов подобного синтеза был Джамалуддин аль-Афгани (1839—1897), проповедовавший исламский социализм и выступавший против европейского империализма.

### Ранняя политика большевиков
Между 1914 и 1917 годами Ленин ввёл понятия угнетающей и угнетённой наций как в самой России, так и в мировом масштабе, противопоставив европейских колонизаторов и великорусских шовинистов восточным народам.
Вскоре после Октябрьской революции большевики выпустили обращение «Ко всем трудящимся мусульманам России и Востока», призвавшее поддержать революцию, обвинившее царскую власть России в угнетении мусульман и обещавшее неприкосновенность их «верований и обычаев». Ленин рассматривал идею компромисса между законами шариата и советской правовой системой.
1-й Съезд народов Востока (1920), проведённый большевиками и Коминтерном, призвал к «священной войне» и «газавату» против «капиталистов» и «империалистов» Франции, Англии и США. В этот период Ленин определял ислам как религию «угнетённых народов» и даже как угнетённую религию.

### Интербеллум и послевоенные годы
В контексте общей антирелигиозной политики СССР и усиления в нём русского национализма, страна вскоре перешла к массовым преследованиям мусульман, сочетая их угнетение «внутри» страны с поддержкой «снаружи» в связи с национальными интересами.
СССР распространял в мире свою идеологию и влияние через подчинённые ему Коминтерн (1919—1943), Коминформ (1947—1956) и аналогичные структуры. Коминтерн оказывал идеологическую и финансовую поддержку антиколониалистам, в том числе на Востоке.

### Бандунгская конференция (1955)
Бандунгская конференция (1955), способствовавшая консолидации исламского мира против «международного империализма», стала важной вехой в формировании третьего мира. Движению неприсоединения в 1950-х годах пришлось выбирать между поддержкой Израиля и арабского мира, и выбор был сделан в пользу последнего; Израиль не был приглашён на конференцию. Мероприятие дало идеологическую основу радикальному антисионизму и антизападничеству. В ходе конференции организацией «Мусульманские народы под советским империализмом» была подана записка, в которой СССР обвинялся в массовых убийствах и депортациях в мусульманских регионах страны, но записка не была принята к обсуждению.

### Исламская революция (1979)
Во время исламской революции в Иране (1979) иранские коммунисты поддержали революцию и курс её исламистского лидера Хомейни. Аналогичную поддержку выразил ряд западных левых интеллектуалов (включая Мишеля Фуко, Жан-Поля Сартра и Симону де Бовуар).
Первопроходцем такого подхода на Западе выступил Мишель Фуко. Охарактеризованный журналом «Право на жизнь» как «нулевой пациент исламо-гошизма», он восторженно отнёсся к исламской революции в Иране. Мыслитель заявил: «Исламская революция представляет собой восстание обедневших людей <…> возможно, это самое первое крупное восстание, направленное против мирового строя, самое современное <…> проявление мятежа». Он встречался с аятоллой Хомейни в Париже и заявлял, что не стоит беспокоиться за демократические права в Иране, поскольку, как прогнозировал Фуко, «правление исламистов в Иране <…> не означает установление политического режима, при котором духовенство осуществляет надзор или контроль».

## История термина

### Исламские марксисты
В 1979 году, в статье «Ислам и революция», опубликованной в журнале «Международный социализм», было использовано выражение «исламские марксисты» по отношению к левым, верящим в прогрессивный характер исламской революции в Иране.
В этот период термин «исламские марксисты» использовался рядом иранских левых групп как самоназвание. По отношению к иранской левой организации ОМИН термин использовался как её критиками, так и Бюро разведки и исследований Госдепа США.

### Исламо-левые
В своей монографии «Правление аятолл. Иран и исламская революция» (1984) ирано-американский историк Шауль Бакхаш охарактеризовал иранское «Движение сражающихся мусульман» как «исламо-левую» организацию.
Британский троцкист Крис Харман использовал термин «исламо-левые» в своей статье «Пророк и пролетариат» (1994), предполагая создание союза между исламистскими организациями и левыми для противостояния западному «империализму».
Термин «исламо-левизна» («исламо-гошизм») вошёл в более широкий оборот после его использования в книге французского специалиста по расизму и антисемитизму Пьера-Андре Тагиеффа «Новая иудеофобия» (2002). Тагиефф зафиксировал смысл термина: сближение между некоторыми крайне левыми и исламизмом.
Французский философ Паскаль Брюкнер в своих работах «Тирания покаяния» (2006) и «Воображаемый расизм: исламофобия и вина» (2017) также использовал термин «исламо-левачество», отметив «объединение леворадикальных атеистов с радикалистами религиозными».
До первой половины 2010-х годов термин «исламо-гошизм» редко появлялся в публичных дебатах. Но, начиная с 2015 года, в ходе череды кратких медиасобытий, обычно тяжёлых новостных сообщений, этот термин закрепился. Термин обладает многозначностью, его определение довольно нестабильно.

## Идеология
В значении, введённом Пьером-Андре Тагиеффом, понятие «исламо-гошизма» включает опасное, с точки зрения его критиков, сближение между некоторыми крайне левыми и исламизмом, которое особенно проявляется в кругах антиглобалистов и интернационалистов. Основой этого сближения является оппозиция предполагаемой «исламо-гошистами» «американо-сионистской оси» в международной геополитике.
Паскаль Брюкнер писал в «Тирании покаяния», что, осознавая потенциал ислама для разжигания социального недовольства, ультралевые продвигают разумное взаимопроникновение, тактические и временные альянсы с реакционными мусульманскими силами. По мнению Брюкнера, левые защитники «третьего мира» надеются использовать исламизм в качестве «тарана» против либерального капитализма, рассматривая принесение в жертву «фундаментальных прав» (в частности, прав женщин), как приемлемую цену для достижения этой цели, а исламисты, со своей стороны, притворяются, что присоединяются к левым в борьбе против глобализации с целью продвижения собственной политической повестки «тоталитарной теократии».
Британский дипломат Джон Дженкинс, служивший послом в ряде арабских стран, отмечал в своём эссе «Исламизм и левые», что это сближение двух политических течений усилилось в первые два десятилетия XXI века, будучи вызвано «в случае левых, глупостью; в случае исламистов, хитростью».
Тагиефф отмечал тесную взаимосвязь исламо-гошизма с антисионизмом, а Дженкинс — использование в Британии исламистами и частью ультралевых «общего антисемитского дискурса», а также общее для исламистов и прогрессивистов «отношение к Израилю, сионизму и евреям в целом как к символам неестественной капиталистической современности». Дженкинс также отмечал солидарность двух политических течений, когда речь идёт о мусульманах, по вопросам богохульства, гендерного неравенства и ношения чадры. Тагиефф высказывал опасения, что это сближение может привести к беспрецедентной форме антисемитизма.
По оценке Тагиеффа, многие левые интеллектуалы еврейского происхождения в США и Европе «активно практикуют самоненависть — как евреи и как люди Запада <…> вступая в союз с абсолютными врагами Израиля или интегрируясь в многочисленные исламо-левые движения, связанные с темой третьего мира, частью которых является радикальный антиамериканизм». Тагиефф усматривает в этом «трансформацию старой ненависти к себе, характерной для любого меньшинства, страдающего от своей „инаковости“ и „усвоившей“ окружающие предрассудки», что выражается в идентификации с большинством (социальный конформизм) и идентификации с агрессором.

## Исламо-левые и геополитика
Американский левый мыслитель Ноам Хомский заявлял, что «экстремистская фундаменталистская религия, весьма вероятно, в США имеет большее влияние на общественность, чем, скажем, в Иране»; последний, по мнению мыслителя, в сравнении с Саудовской Аравией «выглядит как свободное демократическое общество». Хомский также утверждал в 2013 году, что «за последние 60 лет США только и делали, что мучили иранцев», и выступал за право Ирана на ядерную программу, отрицая её опасность для региона. Он назвал главными угрозами миру во всём мире США и Израиль, заявляя, что «стратегическая доктрина Ирана носит оборонительный характер» и стремится к сдерживанию агрессии, «а США и Израиль, два государства-прохвоста», не желают с этим смириться. Хомский резко критиковал войну против терроризма.

## Критика термина
Французский Национальный центр научных исследований считает термин «исламо-левые» не имеющим под собой научной основы и видит в его употреблении «прискорбное превращение науки в оружие».
Профессор французской политики Университетского колледжа Лондона Филипп Марльер сравнил этот термин с антисемитским оскорбительным выражением «еврейский большевизм», заявив, что "никто никогда не мог точно определить, что такое «левый ислам», но выводы об этом исследователей, занимающихся «вопросами интерсекциональности, расы или деколониализма <…> неприятны для правительства Франции, считающего, что в стране нет структурного сексизма и расизма, и что о колониальном прошлом говорить нечего».
Ряд изданий стран исламского мира (Аль-Джазира, TRT) критикуют термин «исламо-левые», заявляя, что он «потерял всякий смысл» и используется для нападок на мусульман и академическую свободу, в том числе, французскими правыми.